# コロナリジン
コロナリジン(Coronaridine)は、イボガ(Tabernanthe iboga)やそれに関連する種のTabernaemontana divaricataで見られるアルカロイドである。後者は、現在では使われなくなったErvatamia coronariaというシノニムを持ち、これが命名の由来となった。
コロナリジンは、ラットにおいて、コカインやモルヒネの自己投与を長期間抑制した。

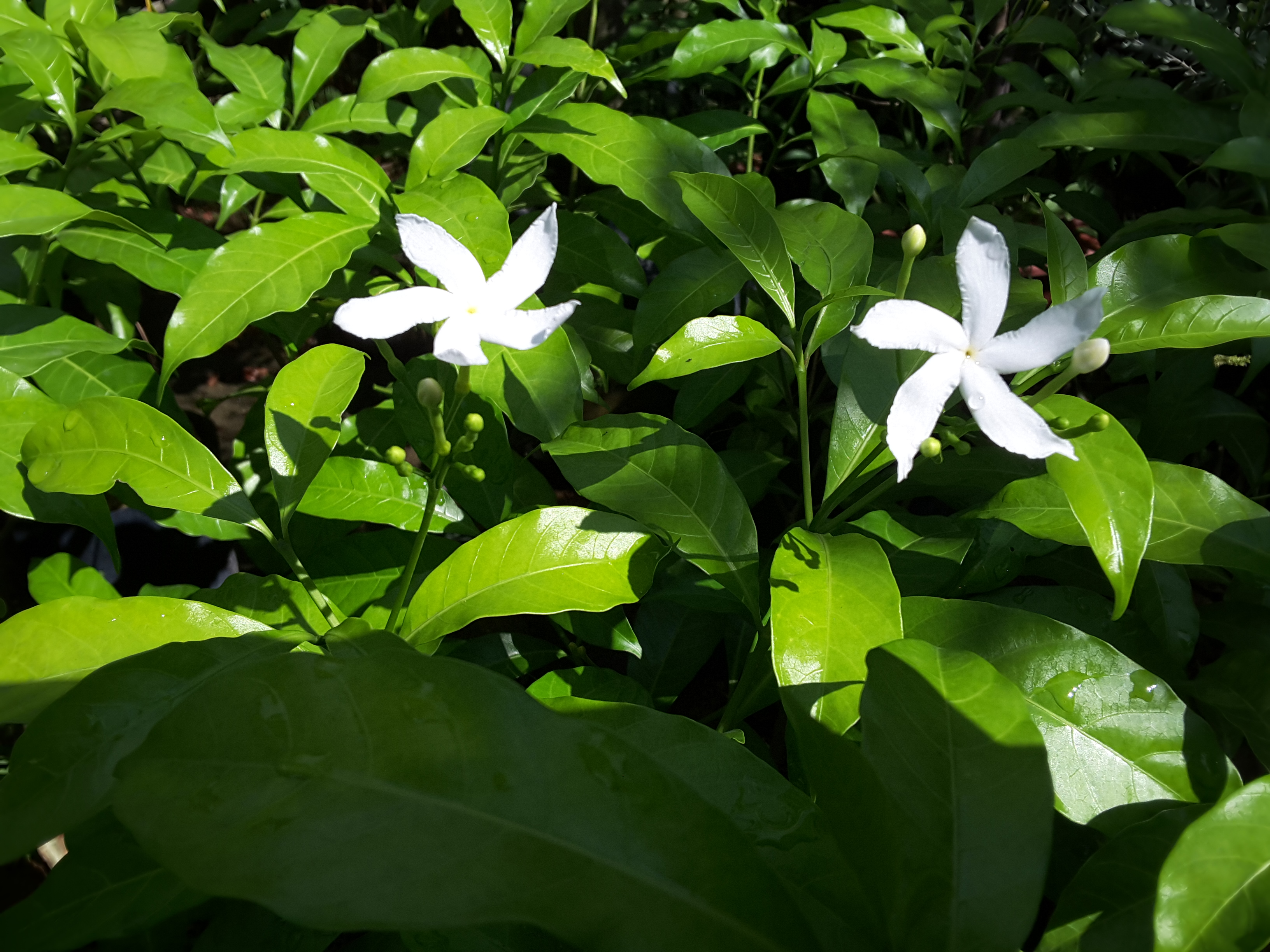
Tabernaemontana divaricata